# 喬治亞州學院和大學列表
以下是喬治亞州目前运营的公立和私立高等教育机构列表。
 公立 
- 喬治亞大學系統（University System of Georgia）（22所分校） 
  - 喬治亞大學（The University of Georgia）
  - 喬治亞理工學院（Georgia Institute of Technology）
  - 喬治亞州立大學（Georgia State University）
- 喬治亞南方大學 (Georgia Southern University)

 私立 
- 埃默里大學（Emory University）
- 莫瑟爾大學 (Mercer University)